# Нандурбар
Нандурбар (англ. Nandurbar) — город в индийском штате Махараштра. Административный центр округа Нандурбар. Средняя высота над уровнем моря — 209 метров. По данным всеиндийской переписи 2001 года, в городе проживало 94 365 человек, из которых мужчины составляли 52 %, женщины — соответственно 48 %. Уровень грамотности взрослого населения составлял 72 % (при общеиндийском показателе 59,5 %). 12 % населения было моложе 6 лет.